# Mariánna Lympertá
Mariánna Lympertá (Grecia, 25 de junio de 1979) es una nadadora griega especializada en pruebas de larga distancia en aguas abiertas, donde consiguió ser medallista de bronce mundial en 2011 en los 10 kilómetros en aguas abiertas.

## Carrera deportiva
En el Campeonato Mundial de Natación de 2011 celebrado en Shanghái (China), ganó la medalla de bronce en los 10 kilómetros en aguas abiertas, con un tiempo de 2:02:01 segundos, tras la británica Keri-Anne Payne  (oro con 2:01:58 segundos) y la italiana Martina Grimaldi  (plata con 2:01:59 segundos).